# Ульяновка (Калининградская область)
Ульяновка — посёлок в Ладушкинском районе Калининградской области.

## География
Посёлок Ульяновка расположен примерно в четырёх километрах к северо-востоку от города Ладушкина и в трёх километрах юго-западу от Ушаково на автодороге № 194 (бывшем шоссе №1 Германской империи, сегодня Европейский маршрут №28). Ближайшая железнодорожная станция Ладушкин находится на железнодорожной линии Мамоново — Калининград (бывшая прусская Восточная железная дорога).

## История
11 июня 1874 году был образован округ Бранденбург, в состав которого вошел населенный пункт Кляйн Хоппенбрух.
30 сентября 1928 года община деревни Кляйн Хоппенбрух потеряла свою самостоятельность, войдя в состав сельской общины Бранденбурга.
До 1945 года населённый пункт Кляйн Хоппенбрух относился к району Хайлигенбайля административного округа Кёнигсберг провинции Восточная Пруссия.
По итогам Второй Мировой войны северная часть Восточной Пруссии (ныне Калининградская область) была передана в состав СССР, в том числе населённый пункт Кляйн Хоппенбрух.
В 1946 году Кляйн Хоппенбрух был переименован в Ульяновку.

## Население
В 1910 году в деревне Кляйн Хоппенбрух проживало всего 20 человек.
| 2002 | 2010 |
| ---- | ---- |
| 41   | ↗61  |